# تاوريرت نوزناك (تكديرت)
تاوريرت نوزناك هو دُوَّار يقع بجماعة أتليت، إقليم طاطا، جهة سوس ماسة في المملكة المغربية. ينتمي الدوّار لمشيخة تكديرت التي تضم 8 دواوير. يقدر عدد سكانه بـ 67 نسمة حسب الإحصاء الرسمي للسكان والسكنى لسنة 2004.

## روابط خارجية
- البوابة الوطنية للجماعات الترابية نسخة محفوظة 12 مارس 2018 على موقع واي باك مشين.
- المندوبية السامية للتخطيط